# Huandoy
Huandoy je hora v peruánském národním parku Huascarán. Její vrchol se nachází ve výšce 6360 m n. m., což z ní dělá druhou nejvyšší horu pohoří Cordillera Blanca (po samotném Huascaránu). Od Huascaránu je hora oddělena ledovcovým údolím Llanganuco, v němž se ve výšce 3846 m n. m. nacházejí stejnojmenná jezera. Hora má celkem  čtyři vrcholy, kromě hlavního ještě nižší západní (6356 m n. m.), jižní (6160 m n. m.) a východní (6000 m n. m.). Horu poprvé zdolal německý tým v roce 1932 (H. Bernard, Erwin Hein, Hermann Hoerlin a Erwin Schneider).